# Parentesi di Poisson
In matematica e meccanica classica, una parentesi di Poisson, introdotta nel 1809 da Siméon-Denis Poisson, è un'operazione binaria che riveste un ruolo di primo piano nella meccanica hamiltoniana, essendo sfruttata nelle equazioni di Hamilton del moto che descrivono l'evoluzione temporale di un sistema dinamico hamiltoniano. Si tratta di un caso particolare della parentesi di Jacobi.
In generale la parentesi di Poisson viene utilizzata per definire un'algebra di Poisson, di cui l'algebra delle funzioni definite su una varietà di Poisson sono un caso speciale.
Si tratta di una costruzione differenziale della forma:
{\displaystyle \lbrace u,v\rbrace =\sum _{i=1}^{n}\left({\frac {\partial u}{\partial q_{i}}}{\frac {\partial v}{\partial p_{i}}}-{\frac {\partial u}{\partial p_{i}}}{\frac {\partial v}{\partial q_{i}}}\right)}
dove {\displaystyle u(\mathbf {q} ,\mathbf {p} )} e {\displaystyle v(\mathbf {q} ,\mathbf {p} )} sono funzioni di {\displaystyle 2n} variabili {\displaystyle \mathbf {q} =(q_{1},\dots ,q_{n})} e {\displaystyle \mathbf {p} =(p_{1},\dots ,p_{n})}. In termini più rigorosi, e generali, le parentesi di Poisson rappresentano in forma compatta il prodotto scalare simplettico tra i gradienti di due funzioni.

## Proprietà
Si può dimostrare facilmente che per qualsiasi funzione {\displaystyle u}:
{\displaystyle \lbrace u,u\rbrace =0}
e la parentesi di Poisson con una qualsiasi costante {\displaystyle k} è anch'essa nulla:
{\displaystyle \lbrace u,k\rbrace =0}
Le parentesi di Poisson sono forme bilineari anticommutative nei due argomenti {\displaystyle u} e {\displaystyle v}, cioè tali che:
{\displaystyle \lbrace u,v\rbrace \,=\,-\lbrace v,u\rbrace }
Inoltre dalle proprietà del calcolo differenziale segue:
{\displaystyle \lbrace u+v,w\rbrace =\lbrace u,w\rbrace +\lbrace v,w\rbrace }
{\displaystyle \lbrace u,vw\rbrace =\lbrace u,v\rbrace w+v\lbrace u,w\rbrace }
e sono tali da soddisfare l'identità di Jacobi:
{\displaystyle \lbrace \lbrace u,v\rbrace ,w\rbrace +\lbrace \lbrace v,w\rbrace ,u\rbrace +\lbrace \lbrace w,u\rbrace ,v\rbrace \,=\,0}
Come ha osservato Carl Jacobi, le parentesi di Poisson sono utili allo studio dei sistemi di equazioni differenziali alle derivate parziali del primo ordine. Inoltre costituiscono uno strumento importante per il trattamento delle grandezze dinamiche espresse come funzioni delle coordinate canoniche nella meccanica analitica. Inoltre hanno corrispondenze nella Meccanica quantistica.

## Parentesi di Poisson come invarianti canonici
Per qualsiasi elenco di  coordinate canoniche valgono sempre le seguenti relazioni:
{\displaystyle \lbrace p_{i},p_{j}\rbrace =0\qquad \lbrace q_{i},q_{j}\rbrace =0}
{\displaystyle \lbrace q_{i},p_{j}\rbrace =\delta _{ij}}
dove {\displaystyle \delta _{ij}} è la delta di Kronecker; queste sono dette parentesi fondamentali di Poisson.
Si può dimostrare che le parentesi fondamentali sono invarianti per trasformazioni canoniche.
Assumendo ciò, possiamo dimostrare che in generale la parentesi di Poisson tra due arbitrarie funzioni è pure invariante per trasformazioni canoniche.
Consideriamo un nuovo set di variabili coniugate  {\displaystyle Q_{i}(q_{i},p_{i})}  e   {\displaystyle P_{i}(q_{i},p_{i})}, ottenute con una trasformazione canonica dalle {\displaystyle q_{i},p_{i}}, e scriviamo le parentesi di Poisson tra due arbitrarie funzioni:
{\displaystyle \lbrace u,v\rbrace _{Q,P}=\sum _{i=1}^{n}\left({\frac {\partial u}{\partial Q_{i}}}{\frac {\partial v}{\partial P_{i}}}-{\frac {\partial u}{\partial P_{i}}}{\frac {\partial v}{\partial Q_{i}}}\right)}
Rispetto alle vecchie coordinate, la stessa parentesi di Poisson si scrive:
{\displaystyle \lbrace u,v\rbrace _{q,p}=\sum _{i=1}^{n}\left({\frac {\partial u}{\partial q_{i}}}{\frac {\partial v}{\partial p_{i}}}-{\frac {\partial u}{\partial p_{i}}}{\frac {\partial v}{\partial q_{i}}}\right)=\sum _{j=1}^{n}\left({\frac {\partial u}{\partial Q_{j}}}\lbrace Q_{j},v\rbrace _{q,p}+{\frac {\partial u}{\partial P_{j}}}\lbrace P_{j},v\rbrace _{q,p}\right)}
Da questa equazione è facile ricavare le parentesi di Poisson tra la generica  funzione {\displaystyle u}  e le nuove coordinate {\displaystyle Q}, sostituendo {\displaystyle v\longrightarrow Q_{i}}:
{\displaystyle \lbrace u,Q_{i}\rbrace _{q,p}=\sum _{j=1}^{n}{\frac {\partial u}{\partial Q_{j}}}\lbrace Q_{j},Q_{i}\rbrace _{q,p}+{\frac {\partial u}{\partial P_{j}}}\lbrace P_{j},Q_{i}\rbrace _{q,p}}
Ma le parentesi di Poisson al secondo membro sono proprio le parentesi di Poisson fondamentali: poiché si può dimostrare che queste sono invarianti in una trasformazione canonica, segue che
{\displaystyle \lbrace P_{j},Q_{i}\rbrace _{q,p}=\lbrace P_{j},Q_{i}\rbrace _{Q,P}=-\delta _{ji}}
{\displaystyle \lbrace Q_{j},Q_{i}\rbrace _{q,p}=\lbrace Q_{j},Q_{i}\rbrace _{Q,P}=0}
e otteniamo, per un'arbitraria funzione {\displaystyle u}, la relazione
{\displaystyle \lbrace u,Q_{i}\rbrace _{q,p}=-\sum _{j=1}^{n}{\frac {\partial u}{\partial P_{j}}}\delta _{ij}=-{\frac {\partial u}{\partial P_{i}}}}
Analogamente si ottiene la parentesi di Poisson tra una arbitraria funzione {\displaystyle u} e le coordinate {\displaystyle P}:
{\displaystyle \lbrace u,P_{i}\rbrace _{q,p}={\frac {\partial u}{\partial Q_{i}}}}
Sostituendo queste relazioni nella espressione per {\displaystyle \lbrace u,v\rbrace _{q,p}} si ottiene 
{\displaystyle \lbrace u,v\rbrace _{q,p}=\sum _{i=1}^{n}\left({\frac {\partial u}{\partial Q_{i}}}{\frac {\partial v}{\partial P_{i}}}-{\frac {\partial u}{\partial P_{i}}}{\frac {\partial v}{\partial Q_{i}}}\right)=\lbrace u,v\rbrace _{Q,P}}

## Equazioni di Hamilton
Dalla definizione delle parentesi di Poisson segue immediatamente che per qualunque funzione {\displaystyle f(q,p,t)}  valgono le relazioni
{\displaystyle \lbrace q_{i},f\rbrace ={\frac {\partial f}{\partial p_{i}}}},              {\displaystyle \lbrace p_{i},f\rbrace =-{\frac {\partial f}{\partial q_{i}}}}
Sostituendo alla generica funzione {\displaystyle f}  l'hamiltoniana {\displaystyle H}  le equazioni di Hamilton assumono una forma molto simmetrica
{\displaystyle \lbrace q_{i},H\rbrace ={\frac {\partial H}{\partial p_{i}}}={\dot {q}}_{i}}
{\displaystyle \lbrace p_{i},H\rbrace =-{\frac {\partial H}{\partial q_{i}}}={\dot {p}}_{i}}

## Integrali primi di moto
Possiamo dimostrare che le grandezze che non dipendono esplicitamente dal tempo sono grandezze conservate se, e solo se,  hanno parentesi di Poisson con {\displaystyle H} uguali a zero. Infatti, per una generica grandezza {\displaystyle f=f(q|p|t)} si ha:
{\displaystyle {\frac {df}{dt}}=\sum _{i=1}^{n}\left({\frac {\partial f}{\partial q_{i}}}{\dot {q}}_{i}+{\frac {\partial f}{\partial p_{i}}}{\dot {p}}_{i}\right)+{\frac {\partial f}{\partial t}}}
Applicando le equazioni di Hamilton si può trasformare  il secondo membro come segue:
{\displaystyle {\frac {df}{dt}}=\lbrace f,H\rbrace +{\frac {\partial f}{\partial t}}}
Se ora la derivata parziale rispetto al tempo si annulla, in quanto è esclusa una dipendenza temporale esplicita, si ottiene:
{\displaystyle {\frac {df}{dt}}=\lbrace f,H\rbrace }
e la grandezza {\displaystyle f}  è una costante del moto, ovvero  {\displaystyle {\frac {df}{dt}}=0} ,  se e solo se  {\displaystyle \lbrace f,H\rbrace =0}.

### Teorema di Poisson
Vale inoltre il seguente teorema, detto teorema di Poisson: se {\displaystyle u} e {\displaystyle v} sono integrali del moto, anche la grandezza ottenuta calcolando le parentesi di Poisson tra {\displaystyle u} e {\displaystyle v}, ovvero {\displaystyle \lbrace u,v\rbrace } , è un integrale del moto.
Nel caso di {\displaystyle u} e {\displaystyle v} non dipendenti esplicitamente dal tempo si dimostra rapidamente, infatti si ha:
{\displaystyle {\frac {d\lbrace u,v\rbrace }{dt}}=\lbrace \lbrace u,v\rbrace ,H\rbrace }
Applicando l'identità di Jacobi il secondo membro diviene:
{\displaystyle {\frac {d\lbrace u,v\rbrace }{dt}}=\lbrace \lbrace v,H\rbrace ,u\rbrace +\lbrace \lbrace H,u\rbrace ,v\rbrace }
ma le parentesi di Poisson di {\displaystyle u} e {\displaystyle v} con l'hamiltoniana sono nulle per ipotesi.
Quindi vale:
{\displaystyle {\frac {d\lbrace u,v\rbrace }{dt}}=0}

## Varietà simplettiche
Sia {\displaystyle M} una varietà simplettica, ovvero una varietà in cui è definita una forma simplettica: una 2-forma {\displaystyle \omega } che è chiusa (cioè derivata esterna nulla: {\displaystyle \mathrm {d} \omega =0}) e non-degenere. Ad esempio, sia {\displaystyle M=\mathbb {R} ^{2n}} e:
{\displaystyle \omega =\sum _{i=1}^{n}dq_{i}\wedge dp_{i}}
Se {\displaystyle \iota _{v}\omega } è un prodotto interno definito come {\displaystyle (\iota _{v}\omega )(w)=\omega (v,w)}, allora il fatto che non sia degenere è equivalente a dire che per ogni 1-forma {\displaystyle \alpha } c'è un unico campo vettoriale {\displaystyle \Omega _{\alpha }} tale che:
{\displaystyle \iota _{\Omega _{\alpha }}\omega =\alpha }
Se quindi {\displaystyle H} è una funzione liscia definita su {\displaystyle M}, il campo vettoriale hamiltoniano {\displaystyle X_{H}} può essere ad esempio {\displaystyle \Omega _{dH}}. Si mostra facilmente che:
{\displaystyle X_{p_{i}}={\frac {\partial }{\partial q_{i}}}\qquad X_{q_{i}}=-{\frac {\partial }{\partial p_{i}}}}
La parentesi di Poisson {\displaystyle \{\cdot ,\cdot \}} su {\displaystyle (M,\omega )} è un'operazione bilineare su funzioni differenziabili, definita da:
{\displaystyle \{f,g\}=\omega (X_{f},X_{g})}
La parentesi di Poisson di due funzioni su {\displaystyle M} è essa stessa una funzione su {\displaystyle M}. Nello specifico si tratta di una funzione antisimmetrica:
{\displaystyle \{f,g\}=\omega (X_{f},X_{g})=-\omega (X_{g},X_{f})=-\{g,f\}}
Inoltre:
{\displaystyle \{f,g\}=\omega (X_{f},X_{g})=\omega (\Omega _{df},X_{g})=(\iota _{\Omega _{df}}\omega )(X_{g})=df(X_{g})=X_{g}f={\mathcal {L}}_{X_{g}}f}
dove {\displaystyle X_{g}f} denota il campo vettoriale {\displaystyle X_{g}} applicato a {\displaystyle f} come una derivata direzionale, e {\displaystyle {\mathcal {L}}_{X_{g}}f} è la derivata di Lie di {\displaystyle f}.
Se {\displaystyle \alpha } è una 1-forma qualsiasi definita su {\displaystyle M}, il campo vettoriale {\displaystyle \Omega _{\alpha }} genera un flusso {\displaystyle \phi _{x}(t)} che soddisfa la condizione al contorno {\displaystyle \phi _{x}(0)=x} e l'equazione differenziale di primo grado:
{\displaystyle {\frac {d\phi _{x}}{dt}}=\Omega _{\alpha }|_{\phi _{x}(t)}}
{\displaystyle \phi _{x}(t)} è un simplettomorfismo per ogni {\displaystyle t} come funzione di {\displaystyle x} se e solo se {\displaystyle {\mathcal {L}}_{\Omega _{\alpha }}\omega =0}; quando ciò si verifica, {\displaystyle \Omega _{\alpha }} è detto spazio vettoriale simplettico.